# Осинкино
Оси́нкино (рос. Осинкино, чув. Минкĕш) — присілок у складі Козловського району Чувашії, Росія. Входить до складу Карачевського сільського поселення.
Населення — 113 осіб (2010; 152 у 2002).
Національний склад:
- чуваші — 97 %